# Hieronymus Francken I
 (janvier 2015).
Si vous disposez d'ouvrages ou d'articles de référence ou si vous connaissez des sites web de qualité traitant du thème abordé ici, merci de compléter l'article en donnant les références utiles à sa vérifiabilité et en les liant à la section « Notes et références ».
Hieronymus Francken I, dit le Vieux (Herentals, v.1540-Paris, 1610), est un peintre flamand de l'école d'Anvers, membre de la famille Francken.

## Biographie
Selon Karel van Mander, qui le mentionne trois fois avec trois noms différents, c'est-à-dire Ieroon Francken van Herenthals, Ieroon Vrancks et Ieroon Franck, Francken était un élève de Frans Floris. Il est difficile de savoir s'il a voyagé en Italie après sa formation à Anvers. Un tel voyage est suggéré par un travail de 1565 de sa main qui dépeint une scène du Carnaval de Venise (dans le Suermondt-Ludwig-Museum à Aix-la-Chapelle). 
De 1566 à 1572 il était en France où il a été l'un des maîtres utilisés pour décorer le château de Fontainebleau. Cornelis Floris de Vriendt, l'architecte anversois, a envoyé son fils à Paris en 1568 pour s'entraîner avec Hieronymus Francken I. En 1571, il revint à Anvers pour terminer l'Adoration des Mages qui avait été laissé inachevé par Frans Floris quand il est mort en 1570. En 1574, il est documenté à Anvers.
De 1578 jusqu'à sa mort, il a vécu à Paris et Fontainebleau, où il a été nommé peintre de la cour à la cour française en 1594. Il était le professeur d'Abraham Bloemaert pour un court laps de temps pendant le séjour de Bloemaert à Paris et Fontainebleau 1581-1583.

## Œuvres
En plus des œuvres religieuses, qui étaient idéalistes et en pleine conformité avec le goût du XVIe siècle, il a aussi peint des groupes de danseurs à la cour. Dans ces derniers travaux il anticipe le développement de ce genre dans le XVIIe siècle, en particulier dans le travail de son neveu Frans Francken II. Il a également peint des portraits (famille d'Adrien de Witte, dit les de Witte à table) et un autoportrait a été préservé. Ses peintures sont dans un style maniériste élégant et unissent des éléments du style d'Anvers, styles italiens (surtout vénitien) et français, bien que l'influence de Fontainebleau soit la plus prononcée.
- L'Adoration des bergers, 1585, huile sur toile, Paris, cathédrale Notre-Dame
- L’Annonciation, 1594-1597, huile sur toile, 310 x 240 cm, Orléans, musée des Beaux-Arts[1]
- Autoportrait, huile sur toile, Aix-en-Provence, musée Granet